# مجنحات باتاغونيا
مجنحات باتاغونيا (الاسم العلمي:†Patagopterygidae) هي فصيلة منقرضة من الزواحف تتبع رتيبة طيريات الذيل من نظيرات الطيور.

## التصنيف
- مجنحة باتاغونيا